# 仲内憲治
仲内 憲治（なかうち けんじ、1902年（明治35年）1月12日 - 1971年（昭和46年）2月10日）は、昭和期の外交官、教育者、政治家。衆議院議員。

## 経歴
千葉県海上郡、後の銚子市で生まれる。1919年（大正8年）銚子商業学校（現千葉県立銚子商業高等学校）を卒業。中央大学専門部法科で学ぶ。三井物産を経て、1922年（大正11年）外務省に入省し外務書記生に任官。1929年（昭和4年）10月、第38回高等試験外交科試験に合格。1930年（昭和5年）6月、アメリカ合衆国に派遣されクラーク大学で学ぶ。以後、外務属、外交官補、領事官補、外務事務官、領事、駐タイ国一等書記官、外務書記官、終戦連絡中央事務局連絡官などを歴任し、外務省政務局第四課長で退官した。
千葉県立銚子高等女学校（現千葉県立銚子高等女学校）教師、笹川高等女学校教師を経て、エコノミック・プレス社長に就任した。
1946年（昭和21年）4月、第22回衆議院議員総選挙に千葉県全県区から日本自由党公認で出馬したが落選。1947年（昭和22年）4月、第23回総選挙に千葉県第2区から出馬して初当選。1949年（昭和24年）1月の第24回総選挙に民主自由党から出馬して再選され、その後自由党に所属して衆議院議員に連続2期在任した。この間、民主自由党渉外局次長、同政調会外務部長、自由党総務、衆議院外務委員長などを務め、銚子漁港の特定第3種漁港指定、銚子の戦災復興に尽力した。その後、第27回総選挙まで連続3回立候補したがいずれも落選した。
1958年（昭和33年）7月、在アフガニスタン日本大使に発令され、1961年（昭和36年）5月まで在任した。また千葉県公安委員会委員も務めた。

## 著作
- 合本『列強は果して支那事変に干渉し得るか』帝国在郷軍人会本部、1937年。（矢野征記「支那事変の過去と現在」との合本）